# Katarzyna Maciąg

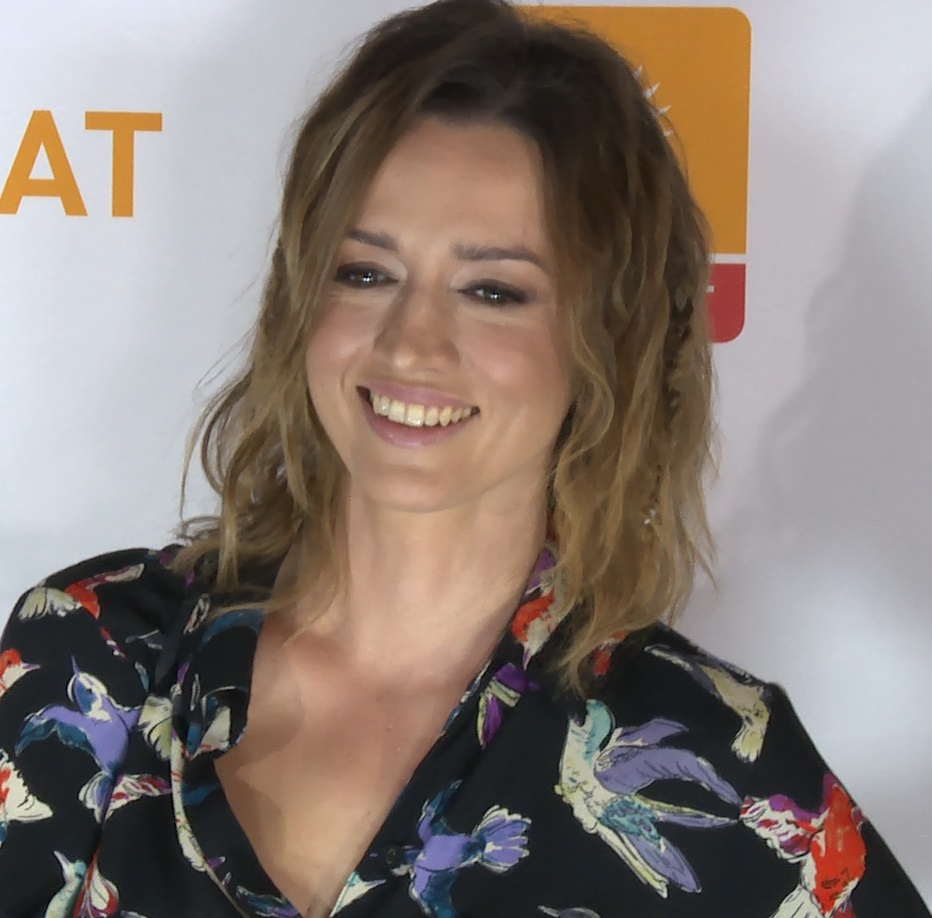
Katarzyna Maciąg im Jahr 2018

Katarzyna Maciąg (* 3. Mai 1982 in Kozienice, Polen) ist eine polnische Schauspielerin.

## Leben
Katarzyna Maciąg wurde 1982 in der Stadt Kozienice im östlichen Polen geboren. Sie studierte Schauspiel an der Staatlichen Schauspielschule Ludwik Solski in Krakau und schloss das Studium im Jahr 2007 ab. Auf dem 25. Festival der Theaterschulen in Łódź wurde sie für die Rolle der Thomasina Coverly in Arcadia ausgezeichnet. 2008/2009 spielte sie am Krakauer Stary-Theater. 2007 begann sie, in Fernsehfilmen und -serien aufzutreten, unter anderem in Trzeci oficer, Teraz albo nigdy! und Gleboka woda, wofür sie beim Festival de Télévision de Monte-Carlo für eine Goldene Nymphe als Beste Schauspielerin in einer Miniserie nominiert wurde. Im deutschen Fernsehen ist sie in der wiederkehrenden Rolle der polnischen Kommissarin Maria Kobylinska im Usedom-Krimi zu sehen sowie in der Folge Freund oder Feind der Reihe Der Masuren-Krimi.

## Filmografie
- 2007: Trzeci oficer (Fernsehserie)
- 2008–2009: Teraz albo nigdy! (Fernsehserie)
- 2008–2009: Gleboka woda (Fernsehserie)
- 2010: Hochzeitspolka
- 2013: Tiefe Wasser (Płynące wieżowce)
- 2023–2024: Der Usedom-Krimi (Fernsehreihe)
  - 2023: Geburt der Drachenfrau
  - 2023: Schlepper
  - 2024: Am Scheideweg
  - 2024: Emma
- 2023: Der Masuren-Krimi (Fernsehreihe, Folge: Freund oder Feind)